# التمرد الأيرلندي 1803
كان التمرد الأيرلندي الذي حدث عام 1803 محاولة عنيفة فاشلة من قبل مجموعة صغيرة من الجمهوريين الأيرلنديين والقوميين الأيرلنديين لتأمين استقلال أيرلندا عن بريطانيا العظمى.

## القادة
كان روبرت إيميت (1778-1803) زعيم الثورة الأيرلندية عام 1803. نشأ ابنًا لطبيب في ظروف مريحة نسبيًا. تأثر عندما كان طفلًا بشقيقه الثوري الأكبر توماس أديس إيميت وصديق أخيه ثيوبالد وولف تون. بدأ دراسته في كلية ترينيتي، دبلن في أكتوبر 1793 في سن الخامسة عشرة، وانخرط هناك في جمعية الكلية التاريخية بصفته جمهوريًا إيرلنديًا. انضم في النهاية وأصبح سكرتيرًا للجمعية الأيرلندية المتحدة بالكلية، وهي منظمة جمهورية إيرلندية أطلقت التمرد الأيرلندي عام 1798. في أعقاب ذلك التمرد، صدر أمر باعتقاله وهرب إلى ريبليون. هناك حاول الحصول على مساعدة عسكرية من فرنسا الثورية من أجل تمرد ثان. عاد إلى أيرلندا في أكتوبر 1802، ولم ينجح.
ولد توماس راسل (1767-1803) في دروماهان بمقاطعة كورك لعائلة أنجليكانية، وانضم إلى الجيش البريطاني عام 1783 وخدم في الهند. عاد إلى أيرلندا عام 1786 وبدأ دراساته في العلوم والفلسفة والسياسة. في يوليو 1790 التقى بثيوبالد وولف تون في معرض الزوار في مجلس العموم الأيرلندي وأصبحا صديقين قويين. في عام 1796، نشر راسل وثيقة طموحة وبعيدة النظر، رسالة إلى شعب أيرلندا، والتي حددت رؤيته للإصلاح الاجتماعي والاقتصادي للأمة الأيرلندية. بالإضافة إلى موقفه من الحرية الدينية، فقد أوضح وجهات نظره المناهضة للعبودية، في نورثرن ستار في 17 مارس 1792، الذي اتخذ تعليقه الافتتاحي وجهة نظر أقل سخاء من خلال الاتفاق مع راسل، لكنه أشار إلى الضرورة الفورية لتحرير ثلاثة ملايين من العبيد في أيرلندا.
كان جيمس هوب (1764-1847) زعيمًا إيرلنديًا متحدًا حارب في ثورات 1798 و1803 ضد الحكم البريطاني في أيرلندا. ولد في تمبلباتريك، مقاطعة أنتريم لعائلة مشيخية في الأصل من عائلة كوفينانتر. تدرب على نسج الكتان، لكنه التحق بالمدرسة الليلية في أوقات فراغه. تأثر بالثورة الأمريكية والثورة الفرنسية. انضم إلى المتطوعين الأيرلنديين، وبعد زوال تلك المنظمة، انضم إلى جمعية الأيرلنديين المتحدين في عام 1795. عند اندلاع تمرد عام 1798 في لينستر، أُرسل هوب في مهمة فاشلة إلى بلفاست. عندما انهارت الانتفاضة العامة، كان جيمس هوب قادرًا على التملص من القبض عليه ورفض الاستفادة من شروط العفو الذي قدمه اللورد كورنواليس على أساس أن القيام بذلك لن يكون مجرد تنكر لمبادئ الفرد، بل قبول ضمني للعقوبة التي أُنزلت بالآلاف من شركائي التعساء. يعد اليوم أكثر زعماء إيرلندا المتحدة مساواة واشتراكية.

## الاستعدادات
في عام 1802 بدأوا في تصنيع الأسلحة والمتفجرات في عدد من المباني في دبلن وحتى ابتكروا رمحًا قابلًا للطي يمكن إخفاؤه تحت عباءة مع مفصل. على عكس عام 1798، أُخفيت الاستعدادات للانتفاضة بنجاح، لكن انفجارًا سابقًا في أحد مستودعات أسلحة إيميت أدى إلى مقتل رجل وأجبر إميت على تقديم تاريخ الاندلاع قبل إثارة شكوك السلطات.
لم يكن إيميت قادرًا على الإطلاق على تأمين مساعدة متمردي ويكلاو لمايكل دوير، وعاد العديد من متمردي كيلدير الذين تراجعوا إلى الوراء بسبب شحّ الأسلحة النارية التي وُعدوا بها. بالإضافة إلى ذلك، بسبب النكسات المختلفة والظروف الجوية، كان هناك ارتباك مزعوم حول تاريخ اندلاع التمرد. ومع ذلك، استمر موعد الاندلاع في دبلن مساء 23 يوليو 1803.